# Тамала Джонс
Тамала Рене Джонс (англ. Tamala Reneé Jones; нар. 12 листопада 1974) — американська акторка. Відома ролями в таких фільмах, як «Booty Call», «Ліс», «Королівство прийде», «Брати» і «Чого хочуть чоловіки». Серед її видатних телевізійних ролей — Тіна, повторювана персонажка у «Шафі Вероніки»; Боббі Шорайт у «Для Твоєї Любові»; і Ленні Періш у кримінальній драмі ABC «Касл».

## Кар'єра
Її першою акторською роботою стала гостьова роль в підлітковому ситкомі «Каліфорнійські мрії». Після цього вона зіграла студентку в недовготривалій драмі ABC «Небезпечні уми». У 1998—2002 роках Джонс грала у серіалі «Для твоєї любові» і короткометражному фільмі «Шоу Трейсі Морган». У неї була повторювана роль Тоні, давньої подруги Флекса (сезони перший і п'ятий) у серіалі «Один на один». Вона виконала гостьову роль в інших телесеріалах, зокрема «Батьківський капот», «Принц із Беверлі-Гіллз», «Шафа Вероніки», «Мене звати Ерл», «Студія 60 на Сансет-Стрип» та «Malcolm &amp; Eddie».
У 1993 році Джонс знялася в музичному кліпі En Vogue на пісню «Give It Up, Turn It Loose». У 2001 році знялася в кліпі до пісні «Girls, Girls, Girls» репера Jay-Z з акторками Полою Джай Паркер і Кармен Електрою. Того ж року Джонс знялася у музичному кліпі на пісню «Gravil Pit» гурту Wu-Tang Clan. Вона з'являється у кліпі Влла Сміта «I'm Looking for the One» і в ролі президента Сполучених Штатів у кліпі на пісню «Independent» репера Webbie.
Серед її фільмів: «Booty Call», «Ліс», «Королівство прийде» і «Чого хочуть чоловіки». У неї була невелика роль у фільмі «Вище неба» у 2009 році.
У 2020 році Джонс зіграла Лану в драматичному серіалі ABC «Бунтарка» за сценарієм Крісти Вернофф.

## Фільмографія

### Кіно та телефільми
| Рік  | Назва                          | Роль                    | Примітки         |
| ---- | ------------------------------ | ----------------------- | ---------------- |
| 1995 | Як зробити американську ковдру | Прабабуся Анни          |                  |
| 1997 | Booty Call                     | Ніккі                   |                  |
| 1998 | Не можу дочекатися             | Сінді                   |                  |
| 1999 | Ліс                            | Таня                    |                  |
| 1999 | Діамантовий поліцейський       | Яніце                   |                  |
| 2000 | Наступної п'ятниці             | Д'вана                  |                  |
| 2000 | Маленький Річард               | Люсіль                  | ТВ фільм         |
| 2000 | Підніміть це                   | Kia                     |                  |
| 2000 | Як вбити собаку свого сусіда   | Лаура Літон             |                  |
| 2000 | Дамський чоловік               | Тереза                  |                  |
| 2001 | Королівство прийде             | Надін                   |                  |
| 2001 | Брати                          | Шейла Вест              |                  |
| 2001 | Двоє можуть грати в цю гру     | Трейсі Джонсон          |                  |
| 2001 | На лінії                       | Джекі                   |                  |
| 2001 | Тренер Седрік                  | -                       | ТВ фільм         |
| 2002 | Пари                           | Юлія                    | ТВ фільм         |
| 2003 | Глава держави                  | Ліза Кларк              |                  |
| 2004 | Перукарня Нора                 | Клорі                   |                  |
| 2005 | Довга дистанція                | Маргарет Райт           |                  |
| 2005 | Надін у Країні фініків         | Стар                    | ТВ фільм         |
| 2006 | Сповіді                        | Торі Адамс              |                  |
| 2006 | Флірт                          | Стіві Рідж              | ТВ фільм         |
| 2007 | Що таке любов                  | Кетрін                  |                  |
| 2007 | Хто твій Кедді?                | Шеннон                  |                  |
| 2007 | Тато денний табір              | Кім Гінтон              |                  |
| 2007 | Захищати та служити            | Шерон Гарві             | ТВ фільм         |
| 2008 | Показати стоппери              | Рене                    |                  |
| 2008 | Хастл                          | Ніккі                   |                  |
| 2008 | Хто Діл?                       | Місіс Ватсон            |                  |
| 2008 | Американська мрія              | Кейша                   |                  |
| 2009 | Вище неба                      | Карен Барнс             |                  |
| 2009 | Janky Промоутери               | Регіна                  |                  |
| 2009 | Розбитий                       | JJ                      |                  |
| 2009 | Ларедо                         | Меггі                   | Короткометражний |
| 2011 | 35 і галочки                   | Вікторія                |                  |
| 2013 | Ніколи не сказане              | Дафна                   |                  |
| 2013 | Жовта стрічка                  | Карен Рутті             | Короткометражний |
| 2014 | Акт віри                       | Жаклін                  |                  |
| 2014 | Коробка                        | Аделін                  | Короткометражний |
| 2015 | Вбивство мегацеркви            | Марта Спірс             |                  |
| 2018 | Містер Зловмисний              | Шаницька                |                  |
| 2019 | Чого хочуть чоловіки           | Марі                    |                  |
| 2019 | До смерті                      | Деніз                   | Короткометражний |
| 2019 | Смертельна відправка           | Тіффані                 | ТВ фільм         |
| 2019 | Holiday Rush                   | Джоселін «Джосс» Гокінс |                  |

### Телесеріали
| Рік     | Назва                       | Роль                          | Примітки                                                                 |
| ------- | --------------------------- | ----------------------------- | ------------------------------------------------------------------------ |
| 1992    | Каліфорнійські мрії         | Дівчина-серферка #1           | Епізод: «Romancing the Tube»                                             |
| 1995    | Батьківський капот          | Івонна                        | Епізод: «Byte Me» & «The Bully Pulpit»                                   |
| 1995    | The Wayans Bros.            | Ванда                         | Епізод: «Shawn Takes a New Stand»                                        |
| 1995    | Принц із Беверлі-Гіллз      | Тіффані                       | Епізод: «Not, I Barbecue»                                                |
| 1995    | Швидка допомога             | Джоані Роббінс                | Повторювана роль: 1 сезон                                                |
| 1996    | JAG                         | Нія                           | Епізод: «The Brotherhood»                                                |
| 1996-97 | Небезпечні уми              | Каллі Тіммонс                 | Основний акторський склад                                                |
| 1997    | Потяг душі                  | Камео / гостя                 | Епізод: «Snoop Doggy Dogg/Nate Dogg/Ginuwine/Dean Phil! And Al B. Sure!» |
| 1997    | Duckman                     | Чорношкіра студентка (голос)  | Епізод: «Das Sub»                                                        |
| 1997    | Малкольм і Едді             | Кароліна                      | Епізод: «Two Men and a Baby»                                             |
| 1997-99 | Шафа Вероніки               | Тіна                          | Повторювана роль                                                         |
| 1998-02 | Для твоєї любові            | Боббі Сірайт                  | Основний акторський склад                                                |
| 2000    | Місто Ангелів               | Ніколь                        | Епізод: «Dress for Success»                                              |
| 2001    | Тест                        | Камео / Учасниця дискусії     | Епізод: «The Dysfunctional Test»                                         |
| 2001    | Найслабша ланка             | Камео                         | Епізод: «Scene Stealers Edition»                                         |
| 2001    | Швидка допомога             | Джоані Роббінс                | Епізод: «Four Corners»                                                   |
| 2001-02 | Один на один                | Тоня                          | Повторювана роль: 1 сезон                                                |
| 2003-04 | Шоу Трейсі Морган           | Алісія Мітчелл                | Основний акторський склад                                                |
| 2005    | Один на один                | Тоня                          | Епізод: «Accidental Love: Part 1 & 2»                                    |
| 2005    | Любов, Inc.                 | Террі                         | Епізод: «Bosom Buddies»                                                  |
| 2006    | Та, що говорить з привидами | Емі Райт                      | Епізод: «Drowned Lives»                                                  |
| 2006    | C.S.I.: Місце злочину Маямі | Кеті Вотсон                   | Епізод: «Going, Going, Gone»                                             |
| 2007    | Студія 60 на Сансет-Стрип   | Клер                          | Епізод: «The Disaster Show»                                              |
| 2007    | Мене звати Ерл              | Ліберті Вашингтон             | Гість: 2, сезон; Повторювана роль: 3 сезон                               |
| 2009    | Усі ненавидять Кріса        | Дарлін                        | Епзод: «Everybody Hates Boxing»                                          |
| 2009-16 | Касл                        | Лані Періш                    | Основний акторський склад                                                |
| 2010    | Party Down                  | Мері Еллісон                  | Епізод: «James Ellison Funeral»                                          |
| 2012    | RuPaul's Drag U             | Камео / запрошена професор    | Епізод: «From Boxers to Knockouts»                                       |
| 2012    | Людина-душа                 | Іветт                         | Епізод: «My Old Flame»                                                   |
| 2012    | King Bachelor's Pad         | Лейтенантка Мюррей            | Епізод: «Sherlock Homeboy»                                               |
| 2013    | Іди цим шляхом              | Камео                         | Епізод: «Vengeance»                                                      |
| 2017    | Повстанець                  | Джекі                         | Повторювана роль                                                         |
| 2018    | Безмовний                   | Робін                         | Епізод: «D-I-- DIMEO A-C-- ACADEMY»                                      |
| 2019    | Морські котики              | Артилеристка-сержантка Міллер | Повторювана роль: 2 сезон                                                |
| 2019    | Найкраще в Лос-Анджелесі    | Кетрін «Кет» Міллер           | Повторювана роль: 1 сезон                                                |
| 2020-22 | 9-1-1: Самотня зірка        | Детективка Саріна Вашингтон   | Повторювана роль: 1 сезон, Гість: 3 сезон                                |
| 2021    | Повстанець                  | Ланалі «Лана» Рей             | Основний акторський склад                                                |
| 2022    | Новобранець                 | Івонн Торсен                  | Епізод: «End Game» & «Real Crime»                                        |
| 2022    | Незчеплений                 | Мія                           | Епізод: «Chapter 7»                                                      |

### Музичні кліпи
| Рік      | Назва пісні                               | Співак/гурт                          |
| -------- | ----------------------------------------- | ------------------------------------ |
| 1992 рік | «Give It Up, Turn It Loose»               | En Vogue                             |
| 1993 рік | «I'm Looking for the One (To Be with Me)» | DJ Jazzy Jeff &amp; the Fresh Prince |
| 2000 рік | «Protect Ya Neck (The Jump Off)»          | Wu-Tang Clan                         |
| 2000 рік | «Gravel Pit»                              | Wu-Tang Clan                         |
| 2001 рік | «Girls, Girls, Girls»                     | Jay-Z                                |
| 2007 рік | «Independent»                             | Webbie ft. Lil Phat & Lil Boosie     |
| 2009 рік | «Do You Think About Me»                   | 50 Cent                              |